# Косовська війна

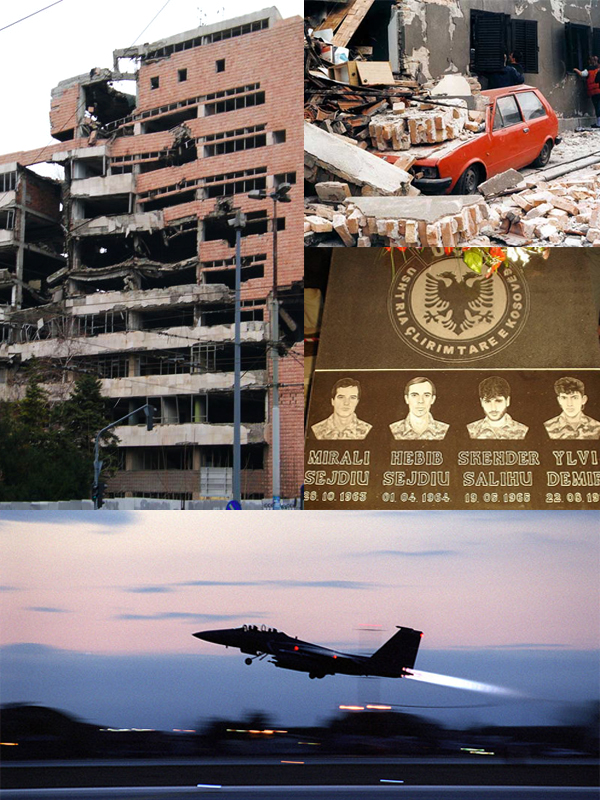
• Приміщення Міністерства оборони Югославії, зруйноване авіаударами НАТО;
• Автомобіль Юґо під уламками будівлі, зруйнованої авіаударами НАТО;
• Меморіал загиблим командувачам АВК;
• Американський F-15E Strike Eagle злітає у повітря.

Ко́совська війна́ — термін, яким характеризують два паралельні у часі конфлікти на території Союзної Республіки Югославії: перший — конфлікт у Косові (на той час автономному краї СРЮ), розпочатий 28 лютого 1998 етнічно албанською Армією визволення Косова, метою якої було здобуття незалежності краю, проти сербської поліції та югославської армії; другий — бомбардування Югославії силами НАТО, що тривало з 24 березня 1999 по 11 червня 1999.

## Наближення конфлікту
За підсумками Балканських воєн 1912—1913 років було проголошено незалежність Албанії, а територія Косова, населена переважно албанцями, була поділена між Сербією і Чорногорією. По завершенні Першої світової війни Косово увійшло до Королівства сербів, хорватів і словенців (Югославія з 1929 року), а після Другої світової війни на її території був створений автономний край у складі Сербії. Повоєнна політика президента соціалістичної Югославії Йосипа Броз Тіто, направлена на створення Балканської конфедерації, до якої мала увійти і Албанія, на практиці реалізовувалась, зокрема, у стримуванні переселення у Косово сербів і наданні цьому регіону великих дотацій, що сприяло появі в ньому великої кількості біженців з самої Албанії.
З 1945 року Косово мало статус автономної області в Югославії, у 1961-му стало автономним краєм, а в 1968-му отримало статус Соціалістичного автономного краю, що мав свою окрему конституцію, а також місце делегата у Президії СФРЮ. Косово мало фактично такі самі права, як і Соціалістична Республіка Сербія та Соціалістичний Автономний Край Воєводина, зокрема право ветувати ухвали Президії.
В економічному плані Косово було найменш розвиненим югославським регіоном і повсякчас отримувало дотації та пільгові кредити з федерального центру.
Президент країни Йосип Броз Тіто (під час Другої світової війни головнокомандувач комуністичних партизанів, потім генсек Союзу комуністів Югославії, за походженням — хорват) брутально придушував прояви сепаратизму в країні. Створені в Сербії згідно з Конституцією 1974 року автономні краї Косово та Воєводина стримували сербський націоналізм. Проте «система стримувань і противаг» не могла існувати безкінечно.
У березні 1981-го на тлі тодішньої югославської економічної кризи албанські студенти вийшли на вулиці косовських міст із закликами виходу Косова зі складу СФРЮ і вимогою визнання незалежності краю. Масові заворушення, у яких взяли участь близько 20 тисяч людей, війська жорстоко придушили, тисячі людей арештовані, що так само додало напруженості до міжнаціональних відносин.
1989 року, коли Югославія була вже на межі розвалу, з ініціативи глави сербських комуністів Слободана Милошевича сербський парламент скасував Конституцію 1974 року, Косово позбавили статусу Соціалістичного автономного краю. Потім розпустили парламент і уряд Косова, а майже всіх албанців звільнили з державних установ. У вересні 1991-го після таємного референдуму була проголошена Республіка Косово, яку визнала лише Албанія.
Ситуація почала загострюватись після того, як уряд Югославії у 1996—1997 роках почав переселяти сербських біженців із Хорватії та Боснії і Герцеговини на територію Косова. Це призвело до збройних конфліктів між загонами так званої «Армії визволення Косова» (ВАК) та югославською поліцією та армією. З початку 1998 року ці сутички набули характеру воєнних дій, з боку югославської армії почалися репресії щодо мирного населення, які наприкінці 1998-го та на початку 1999 року мали всі ознаки етнічних чисток.
Незважаючи на різке зростання кількості албанських біженців з кінця 1998-го та на початку 1999 року, що кваліфікувалося як гуманітарна катастрофа, Рада Безпеки ООН в умовах блокування з боку Росії не змогла прийняти жодної резолюції, яка б примушувала центральну владу Югославії припинити етнічні чистки й вивести регулярні військові частини з території Косова. Так, ще до початку операції НАТО, понад 350 тисяч косовських албанців були змушені покинути територію Косова. Сербська армія і далі вчиняла акції примусового виселення албанців, навіть попри військово-повітряну операцію НАТО. На момент припинення операції НАТО та початку виведення збройних сил Сербії з території Косова понад 800 тисяч албанців, за даними ООН, були змушені залишити свої домівки.
Югославська сторона стверджувала, що вихід албанців в табори біженців на кордонах був зумисно зорганізованим для того, щоб утворити видимість гуманітарної катастрофи і надати привід для збройного втручання.

## Бойові дії в Косові
Формування власних органів влади і збройних сил привело до партизансько-терористичних дій албанців проти сербської адміністрації, які в лютому 1998 року переросли у повномасштабну війну між Армією визволення Косова і югославською армією. Югославські війська атакували кілька населених пунктів у Косові. Жертвами їхніх дій стали вісімдесят осіб, переважно жінок і дітей. Цей акт насильства по відношенню до мирного населення викликав широкий резонанс у всьому світі.
У наступні місяці війна в Косові розгорілася з новою силою, і до осені того ж року понад тисячу мирних жителів стали її жертвами. З охопленої війною території почався масовий відтік населення всіх віросповідань і національностей. Щодо тих, хто з різних причин не зміг або не захотів покинути батьківщину, югославські війська вчинили численні злочини, що висвітлювалося в засобах масової інформації.
Не змусила себе чекати й реакція міжнародної спільноти — НАТО наполягало на припиненні вогню з боку Белграду, у вересні Радбез ООН ухвалив відповідну резолюцію. Оскільки відразу ж після офіційного заклику до миру ООН країни НАТО почали планувати збройне втручання, на якийсь час конфлікт вдалося пригасити. 15 жовтня між Белградом і косовськими оборонцями укладено офіційне перемир'я, 25 жовтня припинився вогонь.
Але попри офіційні заяви, місцеве населення й далі зазнавало етнічних чисток, що їх вчиняли югославські військовики й поліція. У 1999 році війна в Косові спалахнула з новою силою. У січні 1999 року вояки армії Белграда розстріляли пів сотні жителів Рачака «за пособництво сепаратистам». У лютому у Франції була зроблена ще одна спроба міжнародного співтовариства примирити сторони. Захід наполягав на підтвердженні автономії Косова, однак Росія дотримувалася югославської точки зору, що країну потрібно зберегти в навних тоді кордонах. Зрозуміло, Белград не збирався втрачати частину території і виводити війська з території Косова, тому переговори результату не дали.

## Бомбардування силами НАТО
24 березня 1999 року розпочалися бомбардування Союзної Республіки Югославії (до складу якої входили Сербія і Чорногорія) силами НАТО — так звана операція «Союзна сила», яку в самій Сербії називають агресією НАТО.
«Союзна сила» стала найбільшою воєнною сутичкою на території Сербії і Чорногорії з часів Другої світової війни. Саме ця операція поклала край збройному конфлікту між югославською армією та поліцією — з одного боку — і косовськими ополченцями — Армією визволення Косова — з другого — на території Косова з переважно албанським населенням.
Атаки припинилися 10 червня після переговорів у македонському місті Куманово, у яких брали участь представники Союзної Скупщини СРЮ, Великої Вісімки, військові делегації Югославії і НАТО. Результатом переговорів стало підписання угоди, за якою сербське військо та поліція залишають Косово. Того ж дня Радбез ухвалює Резолюцію 1244, згідно з якою СРЮ зберігає суверенітет над Косовом, але воно стає міжнародним протекторатом під керівництвом Тимчасової Місії ООН у Косові та Міжнародних сил з підтримки миру в Косові.
Число людських втрат досі достеменно невідоме — дані різних джерел сильно різняться. За офіційною сербською інформацією протягом протистояння загинули 1002 військовики і службовці МВС, кількість загиблих цивільних — близько 2000 осіб, серед яких 88 дітей. Також повідомлялося про щонайменше 2500 убитих і 12 500 поранених (1031 військовика і поліціянта вбито, поранень різного ступеня тяжкости зазнали близько 6000 цивільних осіб, серед яких 2700 дітей; поранено 5173 військовиків і поліціянтів).
Згідно з відомостями Human Rights Watch, загинуло від 489 до 528 цивільних. Загальний збиток, нанесений Югославії бомбардуваннями НАТО, оцінюється в 1 млрд доларів.

## Наслідки
У лютому 2008 року косовські албанці односторонньо проголосили незалежність Косова. Цю державу визнали не всі країни світу. «Позиція України з приводу визнання Косова залишається незмінною, а саме: базуючись на основних міжнародно-правових документах… Україна дотримується принципу безумовної поваги до суверенітету й територіальної цілісности всіх держав у міжнародно-визнаних кордонах», — заявив тоді прессекретар МЗС України Олександр Дикусаров.